# Bundesweite gründerinnenagentur
Die bundesweite gründerinnenagentur (bga) ist seit 2004 tätig. Sie ist das erste und einzige deutschlandweite Kompetenz- und Servicezentrum zur unternehmerischen Selbstständigkeit von Frauen und befasst sich mit allen Branchen und Phasen der Existenzgründung, Festigung und Unternehmensnachfolge.

## Inhalte
Die bga erfüllt eine Kontakt- und Vermittlungsposition für Wirtschaft, Wissenschaft, Politik, Gründerinnen und Übernehmerinnen. Im Verbund mit den regionalen Partnerinnen und Partnern trägt die bga dazu bei, den Anteil von Frauen an Unternehmensgründungen zu erhöhen und damit das volkswirtschaftliche Potenzial der Frauen für den Wirtschaftsstandort Deutschland aufzuschließen. Sie fördert die Sichtbarkeit von Unternehmerinnen im wirtschaftlichen und gesellschaftlichen Leben und schärft so das Bewusstsein für Gründerinnen und Unternehmerinnen in der Bundesrepublik Deutschland. Dabei versucht die bga auch den Anteil an selbstständigen Frauen mit Migrationshintergrund zu erhöhen, der nach dem Mikrozensus 2008 bei sieben Prozent innerhalb der Selbstständigenquote lag, und nimmt sich speziellen Themen wie der Gründung von über 45-jährigen Frauen und der Seniorenwirtschaft an.

### Ehrungen und Auszeichnungen
2009 wurde die bga in einem EU-weiten Wettbewerb von der Europäischen Kommission als europäisches Erfolgsmodell ausgezeichnet, aufgrund der europaweiten Besonderheit einer Anlaufstelle für gründungswillige Frauen, die auf Bundes- wie auch auf Ebene der Bundesländer und in den Regionen aktiv ist. Die bundesweite gründerinnenagentur (bga) wird gefördert vom Bundesministerium für Wirtschaft und Technologie, dem Bundesministerium für Bildung und Forschung, dem Bundesministerium für Familie, Senioren, Frauen und Jugend sowie dem Europäischen Sozialfonds (ESF) und dem Ministerium für Finanzen und Wirtschaft des Landes Baden-Württemberg.

## Arbeitsgebiete

### Expertinnen-Netzwerke und Beratungseinrichtungen
Die bga bündelt alle relevanten Informationen rund um die Unternehmensgründung und Unternehmensnachfolge durch Frauen. Die Datenbanken der bga eröffnen den Zugang zu einem Pool mit rund 500 Beratungseinrichtungen, 1.200 fachkundigen Expertinnen/Experten und 350 Netzwerken mit bundesweiten Informationen und Serviceleistungen zur unternehmerischen Selbstständigkeit von Frauen sowie zu genderübergreifenden Angeboten wie dem Gründungsportal, der Förderdatenbank und dem Behördenwegweiser des Bundeswirtschaftsministeriums, dem Programm EXIST - Existenzgründungen aus der Wissenschaft, dem Beratungs- und Schulungsportal für kleine und mittlere Unternehmen und der Gründerwoche Deutschland.

### Direktberatung
Die von der bga eingerichtete Gründerinnenhotline sowie das Infotelefon zu Mittelstand und Existenzgründung und das Expertenforum, beides Angebote des Bundeswirtschaftsministeriums, bieten Direktberatungen für Gründerinnen an. Die in allen 16 Bundesländern etablierten Regionalverantwortlichen der bga unterstützen die regionale Begleitung von gründungsinteressierten Frauen, flankiert durch ein umfassendes, bundesweites Netzwerk von Gründerinnen- und Unternehmerinnenzentren.

### Weiterbildung und Wettbewerbe
Ein eTraining für Gründerinnen bereitet auf die Selbstständigkeit vor. Der bundesweite Veranstaltungskalender der bga informiert über Weiterbildungsangebote wie Seminare, Workshops, Messen, Börsen, Fachtagungen, Netzwerktreffen und Kongresse, die für angehende Unternehmerinnen relevant sind. Darüber hinaus sammelt die bga Informationen zu regionalen, bundesweiten und internationalen Wettbewerben für Gründerinnen.

### Wissenschaftliche Daten und Fachinformationen
In einer eigenen Publikationsreihe dokumentiert die bga wissenschaftliche Daten zum Gründungsgeschehen durch Frauen, stellt Informationen zu den Wachstumsmärkten der Zukunft, darunter insbesondere die Kreativwirtschaft, die Seniorenwirtschaft und der Gesundheitsmarkt sowie das Feld der innovativen, wissensbasierten und technologieorientierten Unternehmensgründungen zur Verfügung und bietet eine Literaturdatenbank zu für Gründerinnen relevanten Fachinformationen.

### Mentoring und Lobbyarbeit
Mit ihrer Unterstützung von Aktivitäten wie dem Förderprogramm „Frauen an die Spitze“ des Bundesministeriums für Bildung und Forschung, dem Aktionsprogramm „Power für Gründerinnen“ oder der Initiative „Botschafterinnen für Unternehmensgründungen“, mit Mentoring-Programmen wie dem bga-Projekt „small business mentoring“ und der Beteiligung an der Kongressreihe ProWomEnplus trägt die bga dazu bei, dass im Bereich Existenzgründungen die besonderen Belange von Frauen stärker berücksichtigt werden.
Durch die Einrichtung einer Arbeitsgruppe und eines nationalen Aktionstages zur „Unternehmensnachfolge durch Frauen“ sowie mit einer Roadshow „Chefinnen im Handwerk“ informiert die bga über Felder, in denen selbstständige Frauen noch unterrepräsentiert sind, aber zugleich gesamtwirtschaftlich ein hoher Bedarf am stärkeren Einbezug von Unternehmerinnen besteht.

## Projekte
Zu den Schwerpunkten der bga gehören unter anderem Innovative Gründungen von Frauen, Künstliche Intelligenz für Gründerinnen, Nachhaltigkeit und Green Economy, Chefinnen im Handwerk, Hybridisierung der Erwerbstätigkeit von Frauen, Digitalisierung und unternehmerische Selbständigkeit oder Potenziale, Best Practice und Perspektiven der Gründerinnenförderung und Gründerinnenforschung, die in zahlreiche Projekte von der bga umgesetzt werden:
Roadshow „Meine Zukunft: Chefin im Handwerk“ und #FRAUEN.KÖNNEN.ALLES
Die interaktive Roadshow-Ausstellung porträtiert sechs erfolgreiche Handwerks-Chefinnen. Sie ist deutschlandweit zu sehen und kann über die bga ausgeliehen werden. Ergänzend dazu stellen herausragende Handwerks-Chefinnen aus allen Bundesländern auf dem eigens dafür eingerichteten YouTube-Kanal #FRAUEN.KÖNNEN.ALLES ihre jeweiligen Gewerke vor.
FrauenUnternehmenZukunft
Das Modellprojekt FrauenUnternehmenZukunft mit den Schwerpunkten Digitalisierung, Zukunftsmodelle weiblicher Selbstständigkeit und Nachhaltigkeit hatte zum Ziel, Handlungsempfehlungen für zeitgemäße, adäquate Gründerinnenangebote zu entwickeln, um einen Beitrag zur Förderung von Unternehmensgründungen durch Frauen zu leisten, für die Karrierechancen von Frauen in der beruflichen Selbstständigkeit zu sensibilisieren und zur Erhöhung der berufsadäquaten Erwerbsbeteiligung von Frauen beizutragen.
KITE – KI Thinktank female Entrepreneurship
„KITE – KI Thinktank female Entrepreneurship“ ist ein Pilotprojekt mit dem Ziel, die Diskriminierung von Gründerinnen zu bekämpfen. Dies soll mit Hilfe von künstlicher Intelligenz erfolgen, welche Diskriminierungsmuster erkennen und bewältigen kann.
Gründerinnenfreundliche Hochschulen für Deutschland
Das Projekt ‚Gründerinnenfreundliche Hochschulen für Deutschland‘ (InnoGründerinnen) legt einen besonderen Fokus auf gründerinnenfreundliche Strukturen an Hochschulen. Diese werden evaluiert und Handlungsleitfäden entwickelt, um diese Einrichtungen für die Potenziale der Studentinnen und Akademikerinnen zu sensibilisieren.

## Einzelne Vertretungen
- Für das Land Niedersachsen nimmt das Unternehmerinnen-Zentrum Hannover (UZH) die Aufgaben der bga wahr.[20]
- Katja von der Bey ist seit 2006 Berliner Regionalverantwortliche der bga.